# Schefflerodendron
Schefflerodendron är ett släkte av ärtväxter. Schefflerodendron ingår i familjen ärtväxter.
Kladogram enligt Catalogue of Life:
| Schefflerodendron | \| \| Schefflerodendron adenopetalum \| \| \| \| \| \| Schefflerodendron gabonense \| \| \| \| \| \| Schefflerodendron gilbertianum \| \| \| \| \| \| Schefflerodendron usambarense \| \| \| \| |
|                   | \| \| Schefflerodendron adenopetalum \| \| \| \| \| \| Schefflerodendron gabonense \| \| \| \| \| \| Schefflerodendron gilbertianum \| \| \| \| \| \| Schefflerodendron usambarense \| \| \| \| |
|                   | Schefflerodendron adenopetalum |
|                   | |
|                   | Schefflerodendron gabonense |
|                   | |
|                   | Schefflerodendron gilbertianum |
|                   | |
|                   | Schefflerodendron usambarense |
|                   | |